# Кріті Санон
Кріті Санон (англ. Kriti Sanon; нар.. 27 липня 1990, Нью-Делі, Індія) — індійська фотомодель та акторка. Кріті Санон є однією з найуспішніших індійських моделей, вона працювала з такими відомими індійськими дизайнерами як: Ріту Бері, Суніт Варма та Ніки Махаджан. Лауреат Filmfare Award за найкращу дебютну жіночу роль.

## Кар'єра
Свою акторську кар'єру Кріті Санон почала в індустрії Толівуду. У 2014 році на екрани вийшов телугу фільм «Дорога до дому», в якому вона зіграла в парі з Махешем Бабу. Виходу фільму передував скандал. Перший постер до фільму, де Кріті повзе на колінах за головним героєм, викликав гарячі обговорення в індійському суспільстві. Актриса Саманта, яку також підтримав актор Сиддхарт, сказала, що такий постер принижує честь і гідність жінок. Шанувальники Махеша Бабу з гнівною критикою накинулися на Саманту та Сіддхарта, захищаючи свого кумира. У Твіттері розгорнулася справжня «війна» прихильників і супротивників неоднозначного постера. Сама Кріті Санон сказала, що висловлювати думку про постер потрібно після перегляду фільму, і тоді буде зрозумілий підтекст. Багато критиків досить високо оцінили акторську майстерність дебютантки в цьому фільмі, сказавши, що «вона грає не як дебютантка, а як ветеран». Фільм отримав позитивну оцінку та мав комерційний успіх.
Другий фільм Кріті Санон — боллівудський «Право на любов», у парі з ще одним дебютантом Тайгер Шрофф, сином Джекі Шроффа. Фільм став «супер-хітом», а Кріті Санон отримала Filmfare Award за найкращу дебютну жіночу роль.
Через рік після його успіху, вона знялася у стрічці Рохіта Шетті «Закохані» з Шахрухом Ханом і Каджол в головних ролях. У тому ж році вийшов фільм Dolchay на телугу, де вона знялася разом з Нагой Чайтанья, який також мав комерційний успіх.
У 2017 році вона з'явилася у фільмі Raabta в парі з Сушантом Сінгх Раджпутом, зігравши Сайру, що живе у наш час, і принцесу Сайбу з вигаданої країни. Картина отримала негативні відгуки критиків і провалилася в прокаті, ставши першим провалом Кріті Санон в її кар'єрі. У тому ж році вийшов фільм Bareilly Ki Barfi з Аюшманном Кхуррана та Раджкумаром Рав, що мав комерційний успіх.
У той же час Кріті Санон погодилася на зйомки у фільмі Farzi, але роботу над фільмом відклали на невизначений термін. Крім цього вона підписана на ще один фільм, її партнером в якому стане Ділджіт Досандж. Також актриса погодилася на появу в одному з музичних номерів історичного фільму Kalank і підписала контракти на фільми Housefull 4 та Panipat, зйомки яких почнуться восени 2018 року.

## Фільмографія
| Рік  |   | Українська назва | Оригінальна назва        | Роль            |
| ---- | - | ---------------- | ------------------------ | --------------- |
| 2014 | ф |                  | 1: Nenokkadine (тел.)    | Саміра          |
| 2014 | ф | Право на кохання | Heropanti                | Дімпі           |
| 2015 | ф |                  | Dohchay (тел.)           | Міра            |
| 2015 | ф |                  | Dilwale                  | Ішіта Дєв Малік |
| 2017 | ф |                  | Lakshmi Narasimha (тел.) | Рукміні         |
| 2017 | ф |                  | Raabta                   | Сайра           |
| 2017 | ф |                  | Bareilly Ki Barfi        | Бітті Мішра     |
| 2018 | ф |                  | Farzi                    |                 |
| 2018 | ф |                  | Arjun Patiala            |                 |